# Rubén Peña Jiménez
Rubén Peña Jiménez (Àvila, 18 de juliol de 1991) és un futbolista professional espanyol que juga com a migcampista al CA Osasuna.

## Carrera esportiva
Peña va debutar com a sènior amb el Real Ávila CF de la Tercera Divisió. L'estiu de 2012 va signar contracte amb el Reial Valladolid, per jugar amb l'equip B, a la mateixa categoria.
L'1 de novembre de 2012, Peña va jugar el seu primer partit oficial amb el primer equip, jugant els 90 minuts en una victòria a casa per 1–0 contra el Reial Betis a la Copa del Rei de futbol 2012–13 (derrota per 1–3 en el resultat agragat). Deu dies després va debutar a La Liga, entrant als darrers minuts en un empat 1–1 a casa contra el València CF.
El 13 d'agost de 2013, Peña va fitxar pel CD Guijuelo de Segona Divisió B. El 10 de juliol de l'any següent va marxar al CD Leganés, acabat d'ascendir a la segona divisió.
El 16 de juny de 2016, després de ser protagonista al primer ascens de la història del Leganés a la màxima categoria, Peña va signar contracte per tres anys amb la SD Eibar. Va acabar la seva primera temporada amb 28 partits jugats i un gol, amb l'equip en desena posició.
Durant la temporada 2017–18, Peña fou reconvertit en lateral dret per l'entrenador José Luis Mendilibar. Va esdevenir titular habitual en aquesta posició la temporada següent, després de la marxa d'Ander Capa.
El 4 de juliol de 2019, Peña va fitxar pel Vila-real CF amb un contracte per cinc anys. Va debutar-hi el 17 d'agost, com a titular, i marcant-se un gol en pròpia porta, en un empat 4–4 a casa contra el Granada CF.

## Palmarès
Vila-real CF
- 1 Lliga Europa de la UEFA: 2020-21